# Wheel war
A wheel war (magyarul: kerékháború) osztott számítógépes rendszerek privilegizált felhasználói közötti küzdelem.
A kifejezés angolszász nyelvterületen terjedt el. Eredete a TENEX operációs rendszerhez köthető, ami az 1960-as években és az 1970-es évek elején TOPS-20 néven volt népszerű: ebben a WHEEL az OPERATOR szintje fölötti felhasználói jogosultságokat jelentett. 